# Rio Juqueriquerê
O rio Juqueriquerê é um curso d'água de cerca de treze quilômetros de extensão localizado na região sul da cidade de Caraguatatuba, no litoral norte do estado de São Paulo, no Brasil, sendo o único rio navegável da região. Serviu como divisa, no Século XVI e XVII, entre as capitanias hereditárias de São Vicente e Santo Amaro.